# Girios aidas

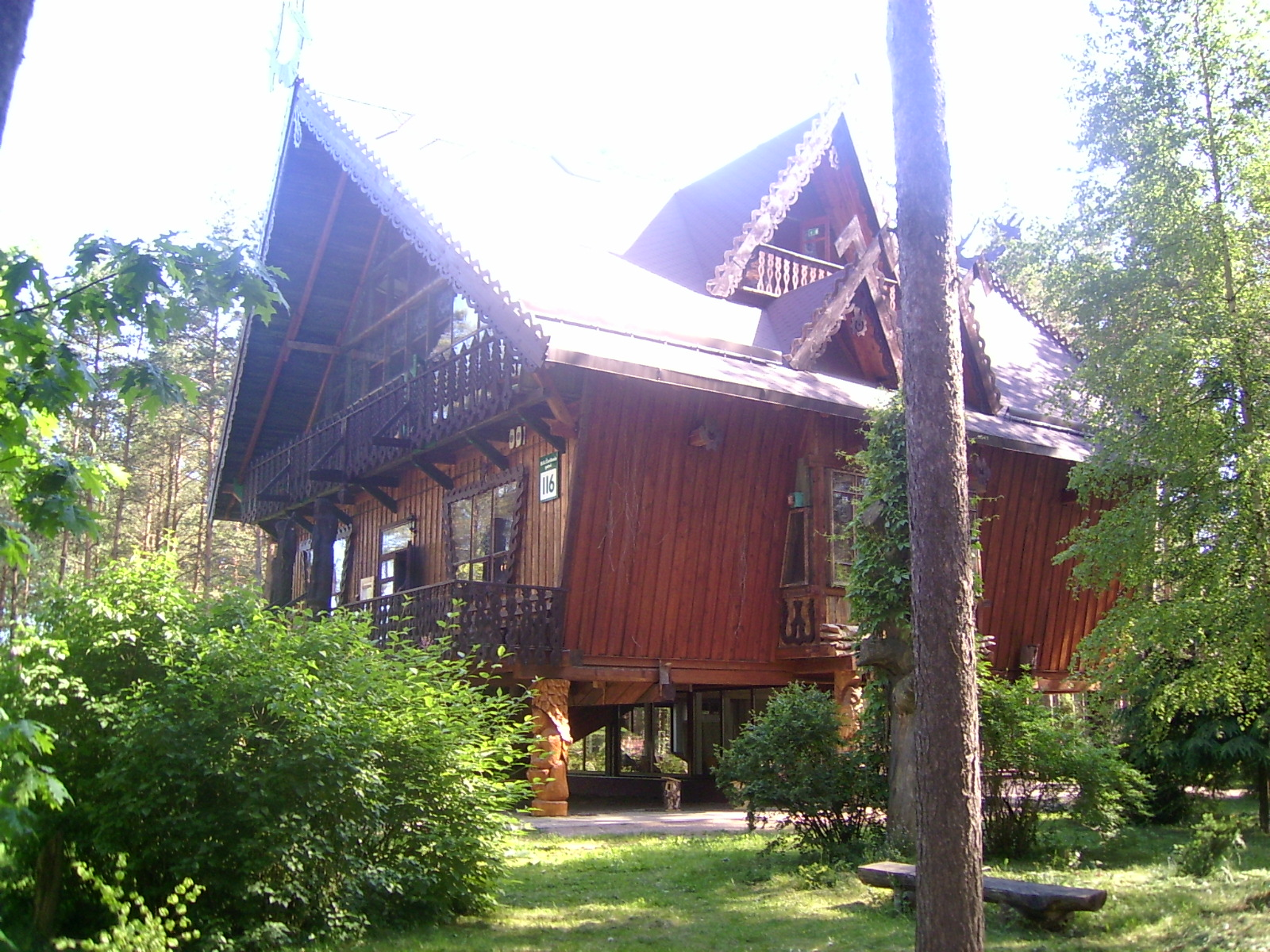
Gebäude

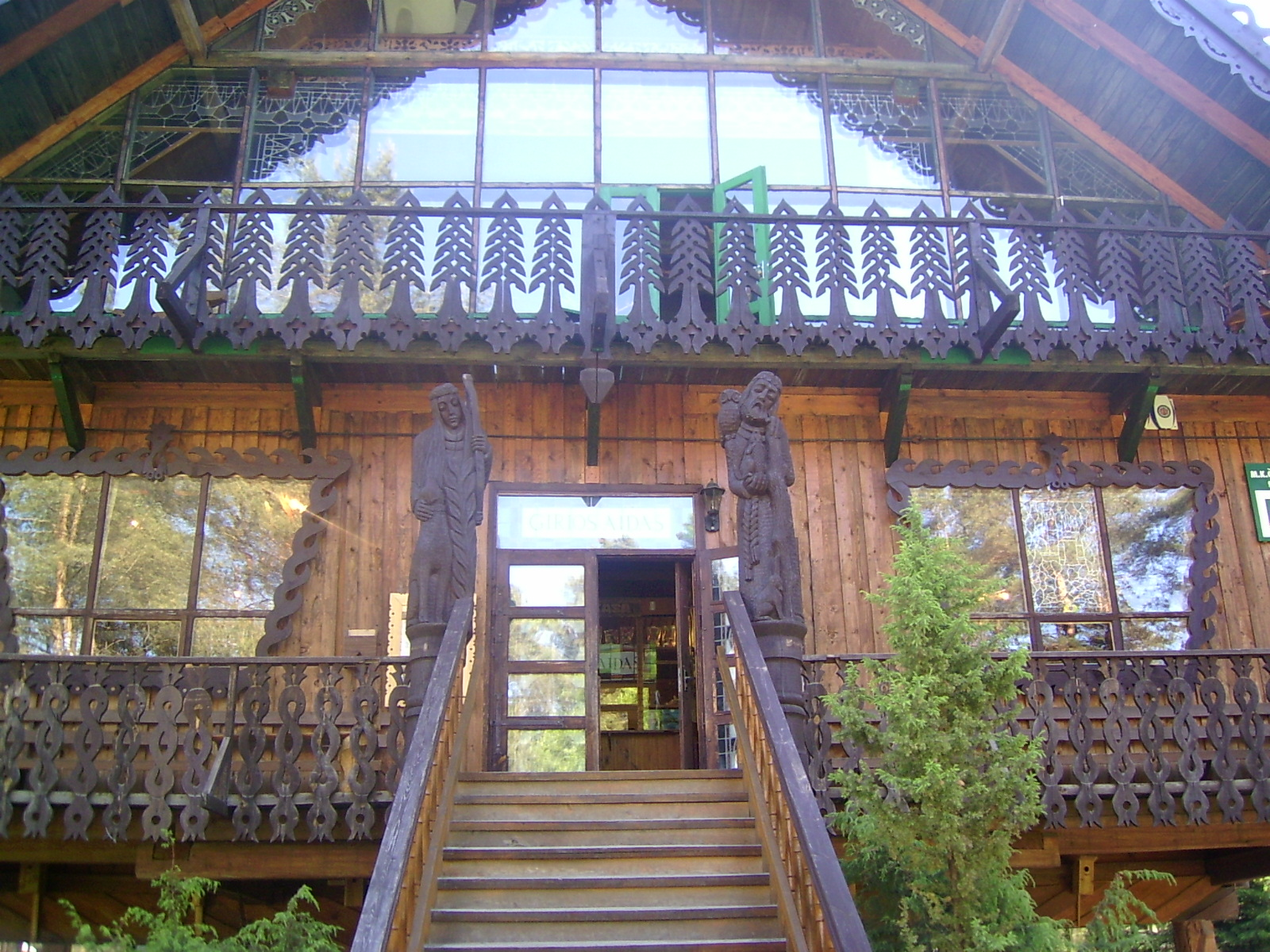
Fassade

Girios aidas (dt. 'Forst-Echo') ist ein Waldmuseum in Druskininkai (M. K. Čiurlionio Str. 116), Litauen.  Im Museum befindet sich auch das Zentrum für Schulung und  Information von Forstamt Druskininkai. Es gibt hier verschiedene Jagdtrophäen, Pflanzen- und Tierpräparate. Das Leben der Waldarbeiter wird dargestellt. Die Autoren der Holzarbeiten sind litauische Künstler A. Česnulis, S. Vaida, A. Lastauskas, A. Raugala, J. Videika und andere.

## Geschichte
„Girios aidas“  wurde 1971 vom litauischen Förster Algirdas Valavičius errichtet.
1975 wurde das "Förster-Kornhaus (Miškininkų klėtis) gebaut. Seit 1976 werden im Hof des Museums die alten Bienenstöcke ausgestellt.